# Solenoide

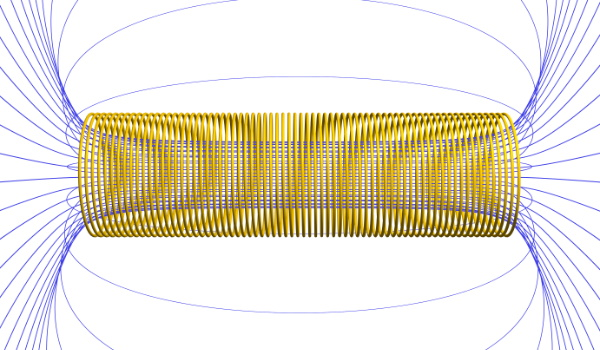
Solenoide atravesado por una corriente. Las curvas azules representan las líneas del campo magnético.

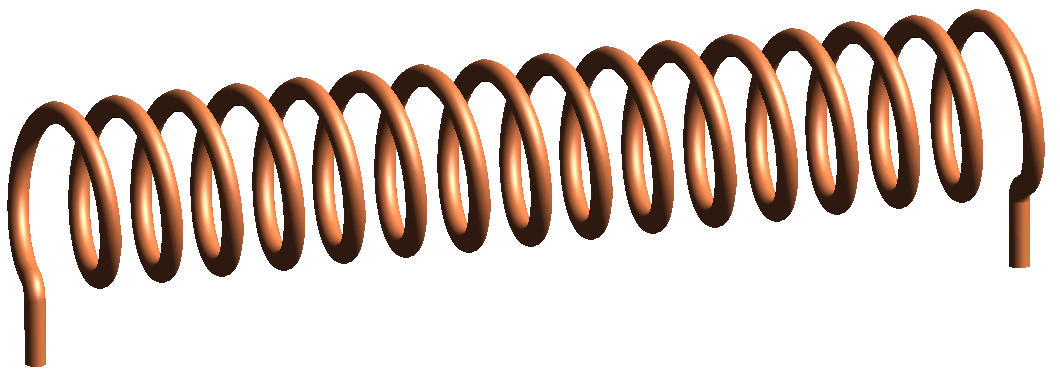
Solenoide.

Líneas del campo magnético sobre un solenoide atravesado por una corriente.

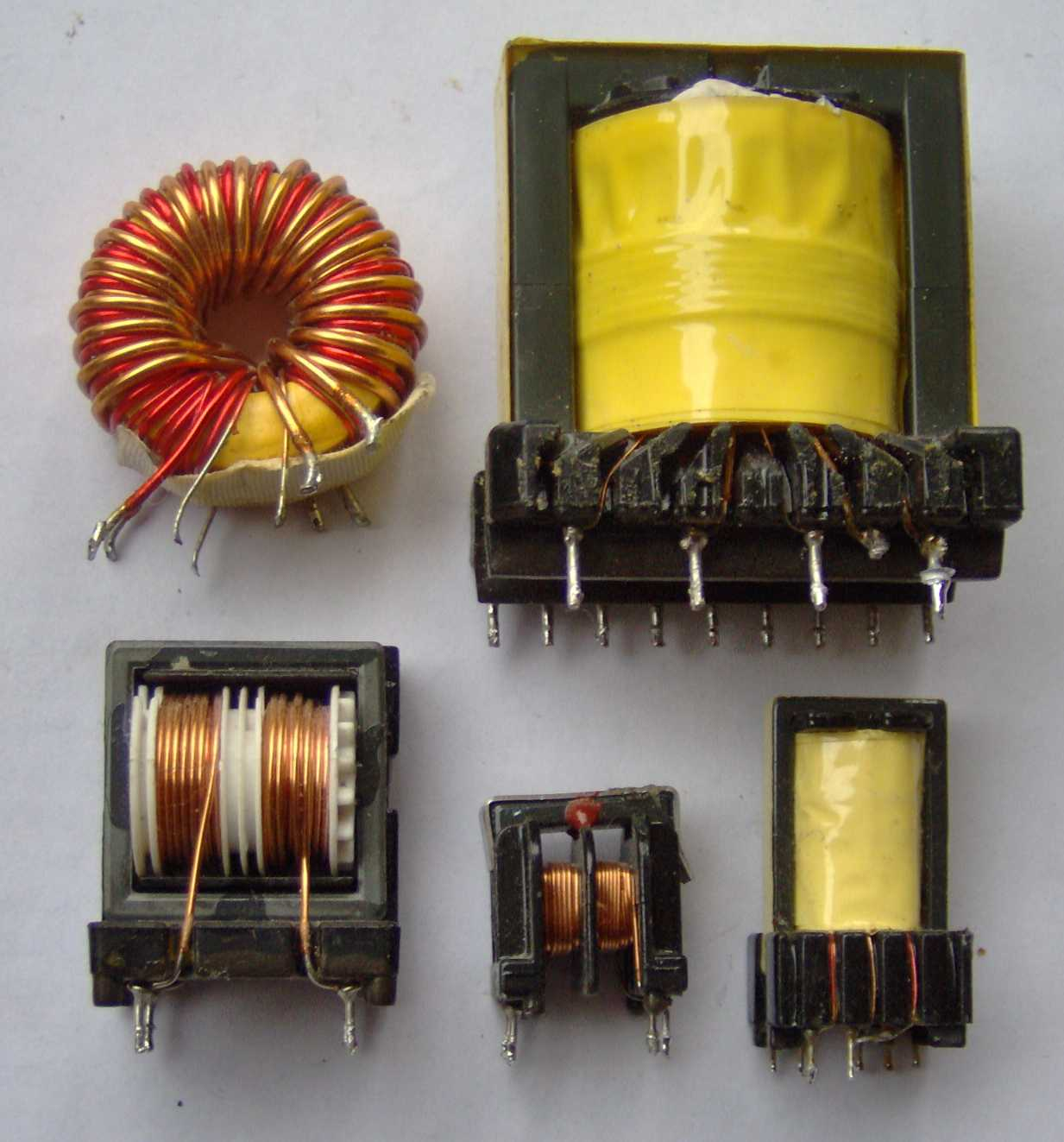
Aplicaciones del solenoide.

Un solenoide (del griego, «solen», 'tubo', 'conducto', y «eidos», 'en forma de') es cualquier dispositivo físico capaz de crear un campo magnético sumamente uniforme e intenso en su interior, y muy débil en el exterior. Un ejemplo teórico es el de una bobina de hilo conductor aislado y enrollado helicoidalmente, de longitud indeterminada. En ese caso ideal el campo magnético sería uniforme en su interior y, como consecuencia, fuera sería nulo.
En la práctica, una aproximación real a un solenoide es un alambre aislado, de longitud finita, enrollado en forma de hélice (bobina) o un número de espirales con un paso acorde a las necesidades, por el que circula una corriente eléctrica. Cuando esto sucede, se genera un campo magnético dentro de la bobina tanto más uniforme cuanto más larga sea la bobina. La ventaja del solenoide radica en esa uniformidad que a veces se requiere en algunos experimentos de física. Pero también tiene inconvenientes: es más engorroso que las Bobinas de Tesla y no puede producir un campo magnético elevado sin un equipo costoso y un sistema de refrigeración. André-Marie Ampére inventó en 1820 el solenoide en un experimento con corrientes circulares y creó el término solenoide para describirlo.
La bobina con un núcleo apropiado, se convierte en un electroimán. Se utiliza en gran medida para generar un campo magnético uniforme.
Se puede calcular el módulo del campo magnético en el tercio medio del solenoide según la ecuación:

{\displaystyle B={\frac {mNI}{L}}}

siendo:
- m, la permeabilidad magnética,
- N, el número de espiras del solenoide,
- I, la corriente que circula
- L, la longitud total del solenoide.

Mientras que el campo magnético en los extremos de este pueden aproximarse como:

{\displaystyle B={\frac {mNI}{2L}}}

## Solenoides irregulares
Dentro de la categoría de solenoides finitos, existen diferentes tipos de geometrías: los que están enrollados de forma dispersa con un paso constante, los que presentan un paso variable (conocidos como solenoides de paso variable) y los que tienen radios distintos para cada espira (conocidos como solenoides no cilíndricos). Estos diseños se agrupan bajo la denominación de solenoides irregulares. Este tipo de solenoides ha encontrado aplicaciones en diversos campos. Por ejemplo, los solenoides de paso disperso se utilizan en la transmisión inalámbrica de energía, los de paso variable se aplican en imagen por resonancia magnética (IRM), y los solenoides no cilíndricos se emplean en otros dispositivos médicos.
El cálculo de la inductancia y capacitancia intrínsecas de estos solenoides no puede realizarse mediante las fórmulas utilizadas para solenoides convencionales (es decir, los que están densamente enrollados). Por ello, se han propuesto nuevos métodos para calcular la inductancia intrínseca y la capacitancia intrínseca.

## Válvulas solenoides
Este tipo de bobinas es utilizado para accionar un tipo de válvula, llamada válvula solenoide, que responde a pulsos eléctricos respecto de su apertura y cierre. Eventualmente controlable por programa, su aplicación más recurrente en la actualidad tiene relación con sistemas de regulación hidráulica y neumática.
El mecanismo que acopla y desacopla el motor de arranque de los motores de combustión interna en el momento de su puesta en marcha es un solenoide.